# James Earl Jones
James Earl Jones (Arkabutla, Mississippi, 17 de janeiro de 1931 – Condado de Dutchess, 9 de setembro de 2024) foi um ator e dublador norte-americano. Com mais de sete décadas de carreira e dono de uma voz profunda, foi "um dos atores mais ilustres e versáteis da América" e considerado "um dos maiores atores da história americana". Ao longo de sua carreira, ele recebeu três Tony Awards, dois Emmy Awards e um Grammy Award.
Desde sua estreia na Broadway em 1957, ele atuou em várias peças de Shakespeare, incluindo Otelo, Hamlet, Coriolano e Rei Lear.
Era também conhecido por seus trabalhos na dublagem, como a voz de Darth Vader na franquia Star Wars e pela voz de Mufasa, pai de Simba na animação O Rei Leão (1994). Jones também foi locutor da CNN durante as décadas de 80 e 90 ("Esta é a CNN").
Em 2011, recebeu o Oscar honorário pelo conjunto da obra.

## Biografia
James Earl Jones nasceu em Arkabutla, Mississippi, filho do boxeador, motorista e ator Robert Earl Jones e de Ruth Williams, uma professora e doméstica. Seu pai abandonou a família após seu nascimento, e ambos só fizeram as pazes muitos anos depois, na década de 1980. Seus ancestrais foram africanos, irlandeses, choctaws e cherokees. Jones foi viver com os avós maternos em Jackson, no Michigan. Essa mudança foi tão traumática, que o mesmo adquiriu gagueira, superando isso somente na época do ensino médio.
Na juventude, frequentou a Universidade de Michigan, onde cursou Medicina, até perceber que aquilo não era para ele. Ao mesmo tempo integrou Corpo de Treinamento de Oficiais da Reserva. Jones então se juntou a Escola de Música, Teatro e Dança da Universidade de Michigan com o intuito de fazer algo que gostasse. Antes disso, ele assumiu que teria que lutar na Guerra da Coréia. Após quatro anos de faculdade, Jones se formou em 1955. Jones foi comissionado em meados de 1953, após o fim da guerra, e reportado a Fort Benning. Antes de sua dispensa, foi promovido a primeiro-tenente.
Mudou-se para Nova Iorque, onde fora estudar Teatro. Ele trabalhava como zelador para sustentar seus estudos.

## Carreira
Ele iniciou sua carreira de ator no teatro e atuou em muitas peças, entre elas, muitas de Shakespeare. Durante sua carreira teatral, ele recebeu dois Tony Awards, em 1969 por The Great White Hope, e em 1987 por Fences. Ele conseguiu seu primeiro papel no cinema em 1964 em Doctor Strangelove, de Stanley Kubrick. Seu primeiro grande papel foi o do boxeador Jack Jefferson em The Great White Hope (1970), um revival de seu papel no teatro, e ele foi indicado ao Oscar de Melhor Ator por isso. Seus papéis no cinema mais conhecidos são os de Thulsa Doom em Conan, o Bárbaro (1982), Rei Jaffe Joffer em Coming to America (1988), Almirante Greer em The Hunt for Red October (1990), Jogos de Guerra (1992) e Clear and Present Danger (1994). Ele também desempenhou muitos papéis na televisão e continua sendo o único ator a ganhar no mesmo ano (1991) dois prêmios Emmy por seus papéis na série de televisão Gabriel's Fire e no telefilme Heat Wave.

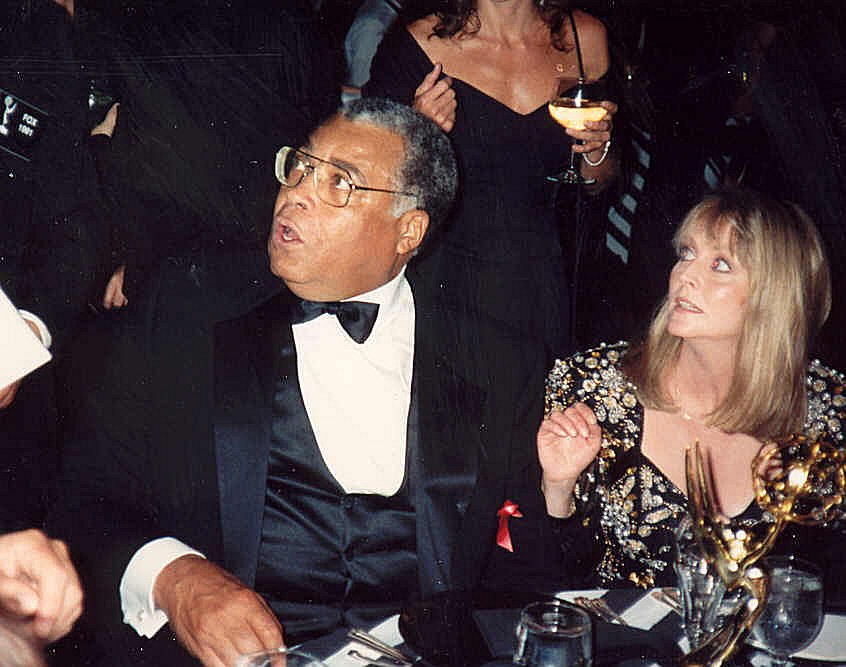
James Earl Jones e a esposa no Emmy de 1991

Em 1977, foi escolhido por George Lucas para emprestar sua voz a Darth Vader em Star Wars (depois de Lucas inicialmente pensar em Orson Welles), substituindo assim a de David Prowse cujo sotaque de West Country traía o personagem. Jones, no entanto, se recusa a ser creditado nos créditos, julgando sua participação no filme ser menor. Ele também é a voz de leão Mufasa da animação O O Rei Leão (1994).
Em 2005, ele emprestou sua voz a Darth Vader novamente para o filme Star Wars: Episódio III - A Vingança dos Sith, a última parte da "prelogia" de Star Wars.
Ele dublou vários personagens da série animada Os Simpsons em três temporadas diferentes (1990, 1994 e 1998).
Em 2009, apareceu no quarto episódio da sexta temporada de Dr. House, na qual interpretou o ditador africano Dibala.
Ele reprisou o papel de Mufasa em 2019, vinte e cinco anos após o filme de 1994, no remake Live-action dirigido por Jon Favreau. Já em 2021, retomou o papel do rei Jaffe Joffer em Coming 2 America.
Ele também reprisou a voz de Darth Vader em vários episódios da série animada Star Wars Rebels entre 2014 e 2016, depois em Rogue One: A Star Wars Story em 2016, uma breve cena em Star Wars: The Rise of Skywalker em 2019 e novamente, pela última vez, em 2022 em Obi-Wan Kenobi.

## Vida pessoal
Em 1968, Jones se casou com a atriz e cantora Julienne Marie, que conheceu enquanto atuava como Otelo em 1964. Eles não tiveram filhos e se divorciaram em 1972. Em 1982, ele se casou com a atriz Cecilia Hart, com quem teve um filho, Flynn. Hart morreu de câncer de ovário em 16 de outubro de 2016.
Em abril de 2016, Jones falou publicamente pela primeira vez em quase 20 anos sobre seu desafio de saúde de longo prazo com a diabetes tipo 2. Ele foi diagnosticado em meados da década de 1990, depois que seu médico percebeu que ele havia adormecido enquanto se exercitava em uma academia.
Jones era católico, tendo se convertido durante seu tempo no exército.

### Morte
Jones morreu em sua casa no Condado de Dutchess, na cidade de Nova Iorque, em 9 de setembro de 2024, aos 93 anos.

## Filmografia

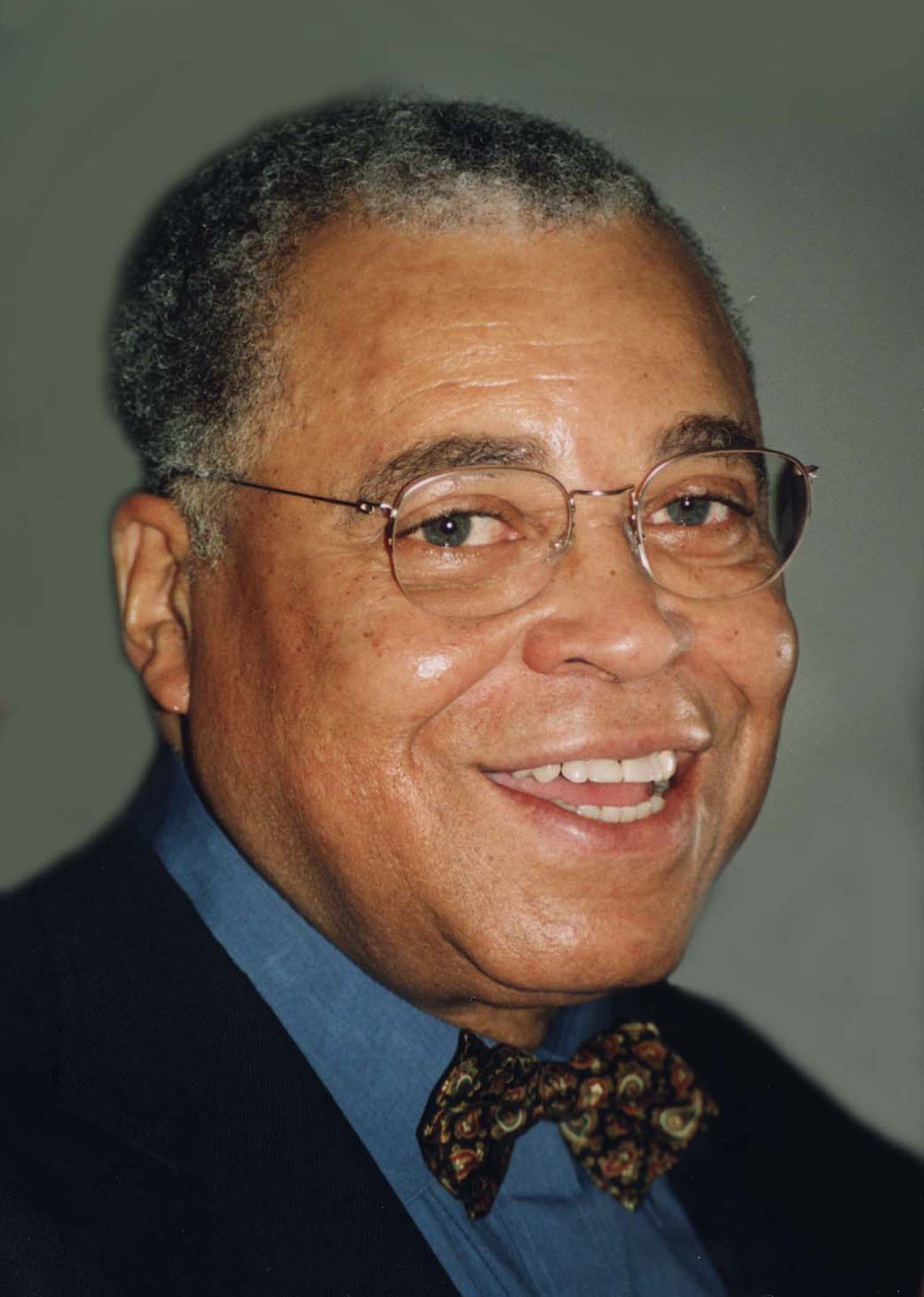
Jones em 2001

- 2022 - Obi-Wan Kenobi (série de televisão) - Darth Vader (voz)
- 2021 - Coming 2 America (Um príncipe em Nova York 2)
- 2019 - Star Wars: Ascensão de Skywalker - Darth Vader (voz)
- 2019 - Disney's The Lion King - "Mufasa" (voz)
- 2016 - Rogue One: Uma História Star Wars - "Darth Vader"
- 2014 - The Big Bang Theory - " Ele Mesmo"
- 2009 - Two and a Half Men - " Ele Mesmo"
- 2009 - Dr. House - "Ditador Dibala"
- 2008 - Welcome Home Roscoe Jenkins - "Papa Jenkins"
- 2000 a 2006 - Star Wars - Darth Vader
- 2006 - Click (voz)
- 2001 - Finder's Fee - "Avery Phillips"
- 1999 - The Annihilation Of Fish - "Fish"
- 1999 - Undercover Angel - "The Judge"
- 1998 - The Lion King II: The Simba's Pride - "Mufasa" (voz)
- 1997 - Gang Related - "Arthur Baylor"
- 1996 - A Family Thing - "Ray Murdock"
- 1996 - Good Luck - "James Bing"
- 1995 - Cry, the Beloved Country - "Rev. Stephen Kumalo"
- 1995 - Jefferson in Paris - "Madison Hemings"
- 1994 - The Lion King - Mufasa (voz)
- 1994 - Naked Gun 33⅓: The Final Insult
- 1994 - Clear and Present Danger - "Adm. James Greer"
- 1994 - Clean Slate - "John Dolby"
- 1993 - Excessive Force - "Jake"
- 1993 - The Meteor Man - "Earnest Moses"
- 1993 - Sommersby - "Judge Barry Conrad Issacs"
- 1993 - Dreamrider - "William Perry"
- 1993 - The Sandlot (Se Brincar o Bicho Morde)
- 1992 - Second Coming
- 1992 - Scorchers
- 1992 - Patriot Games (Jogos Patrióticos)
- 1992 - Sneakers (Quebra de Sigilo)
- 1991 - Convicts
- 1991 - True Identity
- 1990/1994/1998 - Os Simpsons (voz)
- 1990 - The Ambulance
- 1990 - The Hunt for Red October
- 1990 - The Last Elephant
- 1989 - Best of the Best
- 1989 - Three Fugitives
- 1989 - Field of Dreams
- 1989 - Grim Prairie Tales
- 1988 - Coming to America (Um príncipe em Nova York)
- 1987 - Allan Quatermain and the Lost City of Gold (Allan Quarterman e a cidade de ouro perdida)
- 1987 - Matewan
- 1987 - Gardens of Stone
- 1986 - My Little Girl
- 1986 - Soul Man Actor
- 1985 - City Limits
- 1983 - Star Wars: Return of the Jedi (Guerra nas Estrelas: O Retorno de Jedi) (Voz de Darth Vader)
- 1982 - Blood Tide
- 1982 - Amy and the Angel
- 1982 - Conan the Barbarian
- 1981 - Demon Island
- 1980 - The Empire Strikes Back (O império contra-ataca) (Voz de Darth Vader)
- 1980 - The Bushido Blade
- 1977 - A Piece of the Action
- 1977 - The Greatest
- 1977 - The Last Remake of Beau Geste
- 1977 - Star Wars (Voz de Darth Vader)
- 1977 - King Lear
- 1977 - Exorcist II: The Heretic
- 1976 - Swashbuckler
- 1976 - The Bingo Long Traveling All-Stars and Motor Kings
- 1976 - The River Niger
- 1975 - Deadly Hero
- 1974 - Claudine
- 1972 - The Man
- 1970 - The Great White Hope
- 1970 - End of the Road
- 1967 - The Comedians
- 1964 - Dr. Strangelove or How I Learned…

## Prémios e homenagens

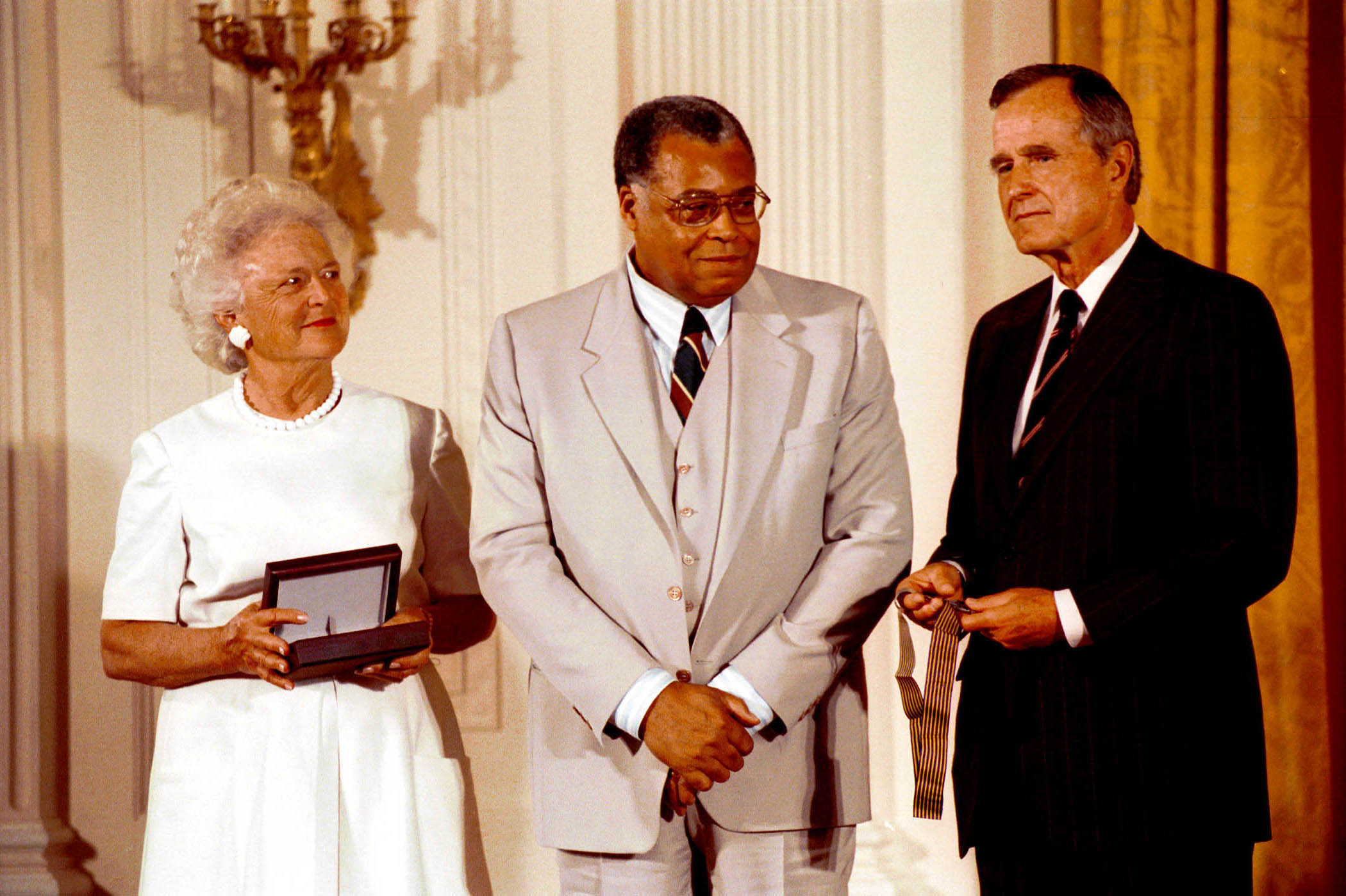
Jones recebendo a Medalha Nacional das Artes por George W. Bush e Barbara Bush em 1992.

Apesar de ser considerado um destinatário do EGOT (Emmy, Grammy, Oscar, Tony), Jones não ganhou um Oscar competitivo. Em 2011, no entanto, Jones recebeu o Oscar honorário apresentado a ele por Ben Kingsley. Ele recebeu dois Primetime Emmy Awards, dois Tony Awards e um Grammy. Ele também recebeu um Globo de Ouro e o Screen Actors Guild Life Achievement Award.
Em 1985, Jones foi introduzido no Hall da Fama do Teatro Americano. Em 1992, ele foi premiado com a Medalha Nacional das Artes por George W. Bush. Em 2002, ele foi o palestrante do Dia de Martin Luther King em Lauderhill, Flórida. Jones ganhou o Voice Icon Award 2014 patrocinado pela Society of Voice Arts and Sciences no Museu da Imagem em Movimento. Em 2017, recebeu o título de Doutor Honorário em Artes pela Universidade de Harvard. Em 2019, ele foi homenageado como uma lenda da Disney.